# Leopold Immanuel Rückert

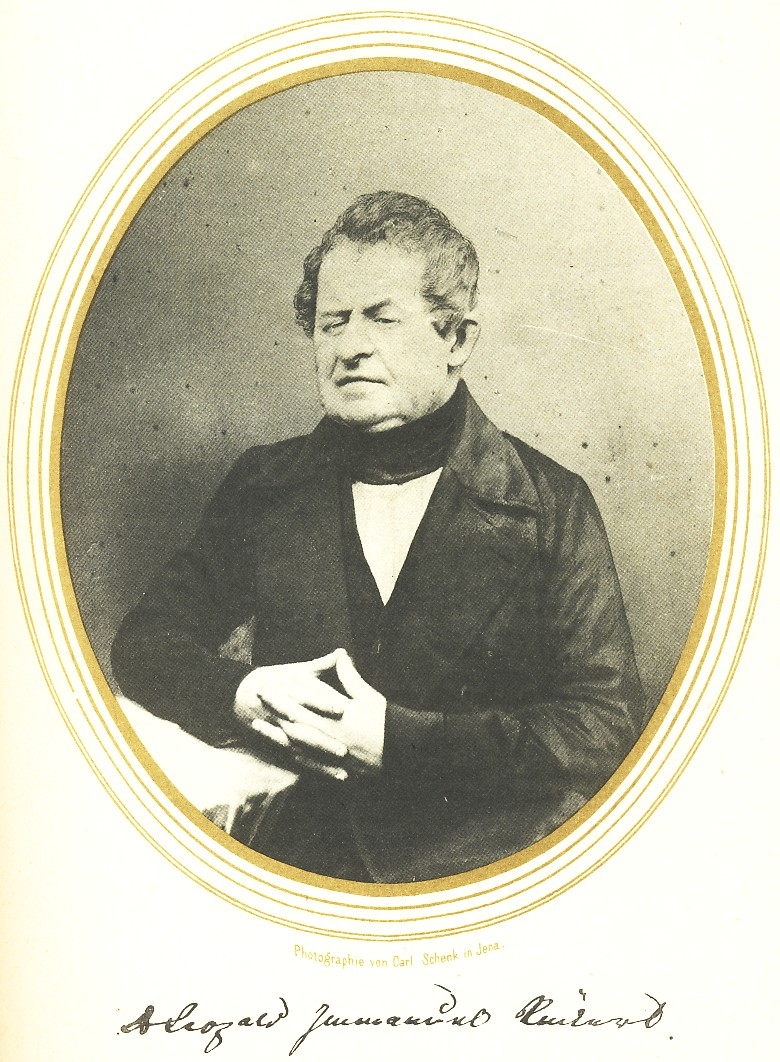
Leopold Immanuel Rückert auf einer Fotografie von Carl Schenk um 1858

Leopold Immanuel Rückert (* 1. Februar 1797 in Großhennersdorf (Oberlausitz); † 9. April 1871 in Jena) war ein protestantischer Theologe.

## Leben
Rückert besuchte 1809 das Pädagogium in Niesky und ab 1812 das Gymnasium Zittau. Ab 1814 studierte er Theologie und Philosophie an der Universität Leipzig, wo er 1817 seine erste theologische Prüfung ablegte. Im folgenden Jahr bestand er auch die zweite theologische Prüfung und war anschließend als Privatlehrer tätig. Er wurde Pfarrer in Jüterbog und schließlich 1819 Diakon in seinem Geburtsort Großhennersdorf. Ab 1825 arbeitete er als Lehrer, Subrektor und ab 1840 als Konrektor am Gymnasium zu Zittau und folgte 1844 einem Ruf als ordentlicher Professor der Theologie an die Universität Jena. Ab 1844 war er Mitglied des Senats der Universität und stand bis zu seiner Emeritierung insgesamt 18 Mal der Theologischen Fakultät als Dekan vor. Im Jahr 1858 wurde er Dritter Direktor des Theologischen Seminars der Universität Jena. Rückert starb als Geheimer Kirchenrat am 9. April 1871 in Jena.

## Werke (Auswahl)
- mehrfach aufgelegte Kommentare über die Briefe Pauli an die Römer, Galater, Epheser, Korinther
- Theologie. Leipzig 1851–52 (2 Bde.)
- Das Abendmahl, sein Wesen und seine Geschichte in der alten Kirche. Leipzig 1856.
- Ein Büchlein von der Kirche. Jena 1857.
- Der Rationalismus. Jena 1859.
- Kleine Aufsätze. Berlin 1861.